# Phil Thompson
Philip Bernard Thompson (Kirkby, 21 de janeiro de 1954) é um ex-futebolista profissional inglês que atuava como defensor. Ele jogou no Liverpool nos anos 70 e 80 e durante este tempo, ele também representou a seleção Inglesa em 42 jogos.
Depois de se aposentar como jogador, ele foi o auxiliar técnico do Liverpool e durante a temporada 2001-02, ele assumiu o time durante 6 meses, enquanto o treinador Gérard Houllier estava doente. 
Ele é atualmente um comentarista de futebol na Sky Sports e leciona na Universidade de Liverpool.

## Carreira

### Liverpool
Thompson nasceu em Kirkby, Lancashire, e seus sonhos se tornaram realidade quando ele assinou um contrato profissional com o Liverpool em 22 de janeiro de 1971, um dia após seu 17o aniversário.
Ele fez sua estreia no time no ano seguinte contra Manchester United em Old Trafford. Em 1973, o Liverpool ganhou dois troféus: a Primeira Divisão e a Copa da UEFA, e Thompson desempenhou um papel importante. Na temporada seguinte, ele estabeleceu uma parceria defensiva com o capitão do clube, Hughes.
Thompson marcou um gol quando o Liverpool derrotou o Newcastle por 3-0 na final da FA Cup de 1974. Ele permaneceu uma parte importante da equipe que, mais uma vez, venceu a Copa da Liga e da 1976.
1976 foi também o ano em que ele foi convocado para jogar pela primeira vez na Seleção Inglesa, sua estreia foi em 24 de março em uma vitória por 2 a 1 sobre o País de Gales em um amistoso no Racecourse Ground em Wrexham. Durante um mini-torneio de verão realizado nos Estados Unidos em 28 de maio de 1976, Thompson marcou seu único gol pela Inglaterra em um amistoso contra a Itália.
A temporada mais produtiva do Liverpool seguiu-se em 1977, mas Thompson não conseguiu jogar regularmente devido a uma lesão. O veterano Smith ocupou o lugar de Thompson enquanto o Liverpool venceu sua primeira Liga dos Campeões em Roma ao vencer o Borussia Mönchengladbach (com Smith marcando o segundo gol do Liverpool).
Thompson recuperou-se da lesão e voltou à defesa na temporada seguinte, marcando um gol na vitória do Liverpool sobre o Hamburgo, de Kevin Keegan, na final da Supercopa da UEFA de 1977. O Liverpool chegou à sua primeira final da Copa da Liga e foi uma noite decepcionante para Thompson, que cometeu a falta no atacante John O'Hare, que gerou à penalidade que decidiu o jogo para os homens de Brian Clough. O Liverpool também perdeu o título da liga pro Forest, mas conseguiu vencer de novo a Liga dos Campeões com uma vitória sobre o Club Brugges.
Thompson foi nomeado capitão e conseguiu levantar o troféu da Liga em 1980. Ele continuou a jogar com freqüência na Seleção Inglesa e estava na equipe que se classificou para as finais de um grande torneio pela primeira vez em uma década, embora as performances da Inglaterra na Eurocopa de 1980 na Itália tenham sido decepcionantes.
O momento mais orgulhoso de Thompson como capitão do Liverpool veio em 1981, quando ele levantou a Liga dos Campeões pela terceira vez, depois de uma vitória por 1 a 0 sobre o Real Madrid em Paris. Thompson também se apresentou para receber a Copa da Liga depois de uma vitória contra o West Ham, o primeiro de quatro títulos consecutivos do clube na competição.
Bob Paisley decidiu entregar a capitania a Graeme Souness na temporada seguinte, embora Thompson tenha continuado a jogar regularmente na defesa, ganhando mais títulos em 1982 e 1983.
A partir de 1984, as oportunidades de Thompson estavam diminuindo devido a ascensão do jovem Mark Lawrenson. O Liverpool conquistou o título da Liga, da Taça da Liga e da Liga dos Campeões este ano, mas Thompson não jogou jogos suficientes para obter uma medalha em nenhuma dessas competições.

### Sheffield United
Em 1985, ele foi vendido para o Sheffield United, mas não conseguiu jogar regularmente e então ele deixou de jogar com 31 anos e foi recrutado pelo novo técnico do Liverpool, Kenny Dalglish, como auxiliar técnico.

## Pós Aposentaria
Thompson estava trabalhando no clube na época do desastre de Hillsborough em 15 de abril de 1989.
Quando Souness, o homem que substituiu Thompson como capitão, voltou ao clube como substituto de Dalglish no início de 1991, Thompson continuou no cargo mas Thompson foi demitido por Souness em 1992 por supostamente ter ido conversar com Alex Ferguson, do Manchester United, e seu assistente sobre questões do clube envolvendo Souness. Foi acordado tanto pelo clube quanto por Thompson que os detalhes do que aconteceu não seriam divulgados.
Thompson afirmou em seu livro que Souness acreditava que ele estava interessado em seu trabalho como treinador, enquanto Souness se recuperava da cirurgia de revascularização na primavera de 1992.
No final de 1993, Phil estava amplamente ligado à vaga de treinador no Nagoya Grampus, onde ele teve a oportunidade de trabalhar com Gary Lineker, que estava jogando no clube.
Ele trabalhou fazendo palestras e comentários até Gérard Houllier se tornar treinador do Liverpool em 1998 e pediu a Thompson para retornar ao seu antigo papel. Uma briga entre Thompson e o atacante Robbie Fowler levou à venda do atacante para o Leeds United; e Thompson passou vários meses como treinador da equipe (com algum sucesso) quando Houllier foi submetido a uma cirurgia cardíaca de emergência.
Durante o período em que foi auxiliar técnico do Liverpool, os Reds venceram a Copa da UEFA, FA Cup e Taça da Liga em 2001.
Quando Houllier foi demitido de suas funções em 2004, Thompson também deixou o clube.

## Títulos
Liverpool
- Primeira Divisão: (7) 1972–73, 1975–76, 1976–77, 1978–79, 1979–80, 1981–82, 1982–83
- FA Cup: (1) 1973–74
- Copa da Liga: (2) 1980–81, 1981–82
- Supercopa da Inglaterra: (6) 1974, 1976, 1977, 1979, 1980, 1982
- Liga dos Campeões: (3) 1976–77,1977–78, 1980–81
- Copa da UEFA: (2) 1972–73, 1975–76
- Supercopa da UEFA: (1) 1977